# Edith Schippers
Edith Ingeborg Schippers (ur. 25 sierpnia 1964 w Utrechcie) – holenderska polityk, parlamentarzystka, w latach 2010–2017 minister zdrowia, opieki społecznej i sportu.

## Życiorys
W 1985 ukończyła szkołę średnią w Coevorden, a w 1991 studia z zakresu nauk politycznych na Uniwersytecie w Lejdzie. Zaangażowała się w działalność polityczną w ramach Partii Ludowej na rzecz Wolności i Demokracji (VVD), do ugrupowania tego wstąpiła w 1991. W latach 1993–1994 pracowała jako asystentka posła Dicka Deesa, następnie do 1997 jako urzędniczka we frakcji parlamentarnej VVD. Później zatrudniona w organizacji pracodawców VNO-NCW jako sekretarz do spraw zdrowia i pracy (do 2001) oraz do spraw planowania przestrzennego (do 2003).
W 2003 po raz pierwszy wybrana na deputowaną do Tweede Kamer, reelekcję do niższej izby Stanów Generalnych uzyskiwała w wyborach w 2006, 2010 i 2012. Pełniła funkcję wiceprzewodniczącego grupy poselskiej VVD. 14 października 2010 objęła stanowisko ministra zdrowia, opieki społecznej i sportu w pierwszym rządzie Marka Rutte. Pozostała na tym urzędzie również w powołanym 5 listopada 2012 drugim gabinecie tegoż premiera. Stanowisko to zajmowała do 26 października 2017. W 2019 objęła funkcję prezesa przedsiębiorstwa DSM Nederland. Powróciła później do aktywności politycznej, w 2023 wybrana na senatora do Eerste Kamer.